# The Astronaut
The Astronaut es el segundo álbum de estudio del músico chileno de metal progresivo Davefreeze, lanzado el año 2020. Fue bien recibida por la crítica chilena e incluso llegó a sonar en un programa de radio español.

Todas las canciones escritas y compuestas por Davefreeze. 
| The Astronaut |                          |                                                                         |          |  |
| N.º           | Título                   | Música                                                                  | Duración |  |
| 1.            | «The Astronaut»          | Davefreeze                                                              | 23:36    |  |
| 2.            | «Depth»                  | Davefreeze                                                              | 06:00    |  |
| 3.            | «The Last Grain Of Sand» | Davefreeze                                                              | 07:24    |  |
| 4.            | «Let It Leave»           | Davefreeze - Mauricio Catalán                                           | 05:36    |  |
| 5.            | «Deaf & Aside»           | Davefreeze - Pablo Nadinic                                              | 04:17    |  |
| 6.            | «Entropia»               | Víctor Quezada - Carlos Palma - Aronmass - Braulio Morales - Jaime Pape | 07:43    |  |
| 7.            | «An Invitation»          | Davefreeze                                                              | 04:15    |  |
| 8.            | «All Alone With Myself»  | Davefreeze                                                              | 12:18    |  |
| 71:09         |                          |                                                                         |          |  |

*Todas las canciones y letras fueron escritas por Davefreeze.

## Intérpretes
- Davefreeze - Voces, Guturales, Guitarras, Bajo, Teclados, Programación, Producción, Mezcla, Masterización.

## Artistas Invitados
- Mauricio Catalán (Catalán, Pronoias) - solo de guitarra en Let It Leave
- Pablo Nadinic (ex-Éntomos) - solo de guitarra en Deaf & Aside
- Víctor Quezada - solo de guitarra en Entropia
- Carlos Palma - solo de guitarra en Entropia
- Aronmass - solo de guitarra en Entropia
- Braulio Morales - solo de teclado en Entropia
- Jaime Pape - solo de bajo en Entropia

## Crítica
The Dark Melody Webzine refiere sobre su reseña a The Astronaut:

Davefreeze se esfuerza en recrear un trabajo alucinante y bien ejecutado, pues todos los instrumentos tienen su protagonismo equilibrado y detallado minuciosamente, lo que nos transporta por atmosferas y matices sonoros diversos entre agradables y pesados, que hacen de este disco llevadero en su más de 70 minutos de duración.  Tenemos que hacer notar que el trabajo de la guitarra como los arpegios, riffs y melodías te recorren por caminos vertiginosos y grandilocuentes, que encajan perfectamente con la abrumadora interpretación  del bajo y los teclados, con una batería contundente y rimbombante, donde la participación de la voz surfea entre lo limpio y gutural.
Edwin Bejarano

Hasira Horror en su reseña de The Astronaut:

Está totalmente recomendado para quien quiera música más o menos experimental y atrevida o simplemente buen metal progresivo. Es un carrusel de emociones, y e mejor escucharlo con audífonos y con mucha atención.
Hasira Horror